# رزا مندز
رزا مندز یک کشتی‌گیر حرفه‌ای، مدیر و مدل کانادایی است.

## مادلینگ
او در دانشگاه رشته تجارت را می‌خواند اما آن را به خاطر مادلینگ ترک کرد. او جوایز زیادی برنده شده از جمله Piel Dorada در سال ۲۰۰۴(یکی از بزرگترین رقابت‌های مادلینگ در آمریکای لاتین). هم چنین در تبلیغاتی مثل صابون لوکس ایفای نقش کرده‌است.

## کشتی حرفه‌ای

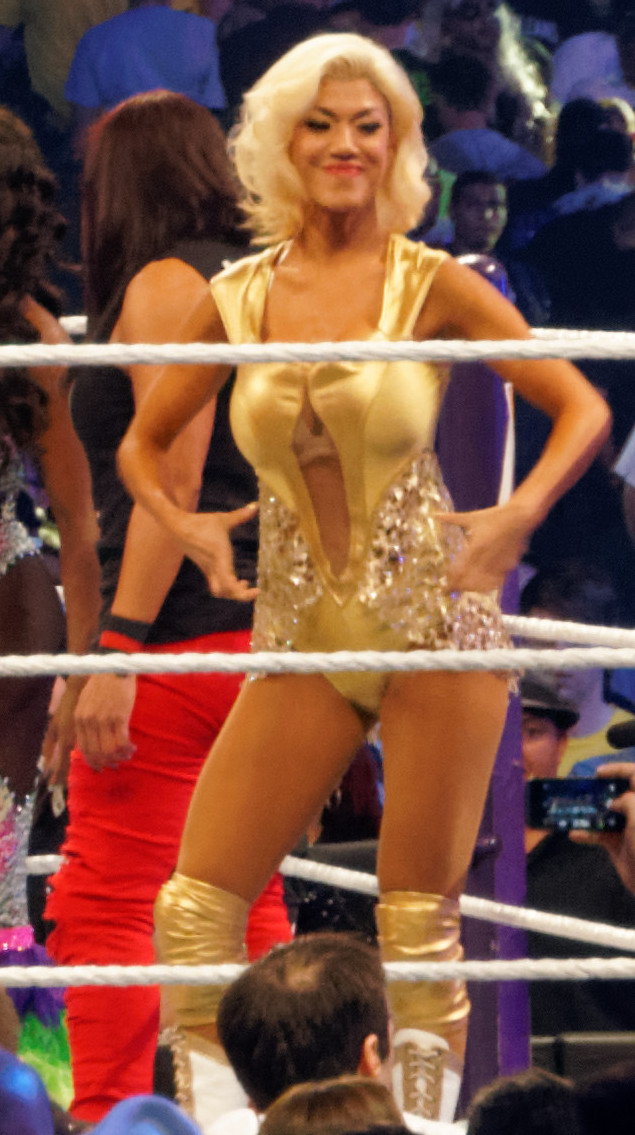
رزا مندر در آوریل2014

در سال ۲۰۰۶، او در دیوا سرچ شرکت کرد و در wwe استخدام شد. سپس برای آموزش به OVW رفت و کارش را با نام روکا شروع کرد. در ۱۹ سپتامبر ۲۰۰۷، قهرمان زنان OVW شد و آن را برای ۵ ماه نزد خود نگه داشت. بعد از آن به FCW رفت. در نوامبر ۲۰۰۸، کارش را در برند راء آغاز کرد و به گروه بث فینیکس و سنتینو مارلا پیوست. در اکتبر همان سال، به ECW رفت و رابطه خود را با زک رایدر به عنوان مدیر او شروع کرد. در سال ۲۰۱۰، هر دو به راء برگشتند ولی مندز درآپریل به اسمکدان رفت.

### دشمنی با بازیگران توتال دیواز (۲۰۱۳-اکنون)
روکا برای منظم کردن مسائل شخصیش در کاستاریکا دوماه از کشتی دور شد. او در ۲۵ ژوئیه به دبلیو دبلیو ای برگشت اما کشتی نگرفت. در ۲۶ آگوست مندز به عنوان چهره ای محبوب به راء برگشت و با میز رقصید. با این وجود، او با دیگر دیواهای منفور هم تیمی شد (آکسانا و آلیشا فاکس) ولی در برابر ناتالیا، اوا ماری و جوجو شکست خوردند.
مندز و دیگر دیواها دشمنی خود با بازیگران توتال دیواز را شروع کردند و در ۲۰ نوامبر اسنوکا را در شکست نائومی، یکی از بازیگران توتال دیواز، همراهی کردند. در سروایور سریز، مندز اولین حضور خود در یک پی پی وی را تجربه کرد و در مسابقه ای ۷ در برابر ۷ با تیم خود در برابر توتال دیواز قرار گرفت. اما تیم او شکست خورد. شب بعد، آن‌ها دوباره مقابل توتال دیواز قرار گرفتند و باختند.
در رسلمینیای ۳۰ مندز در مسابقه ۱۴نفره برای قهرمانی دیواز شرکت کرد ولی ناموفق بود.

## زندگی شخصی

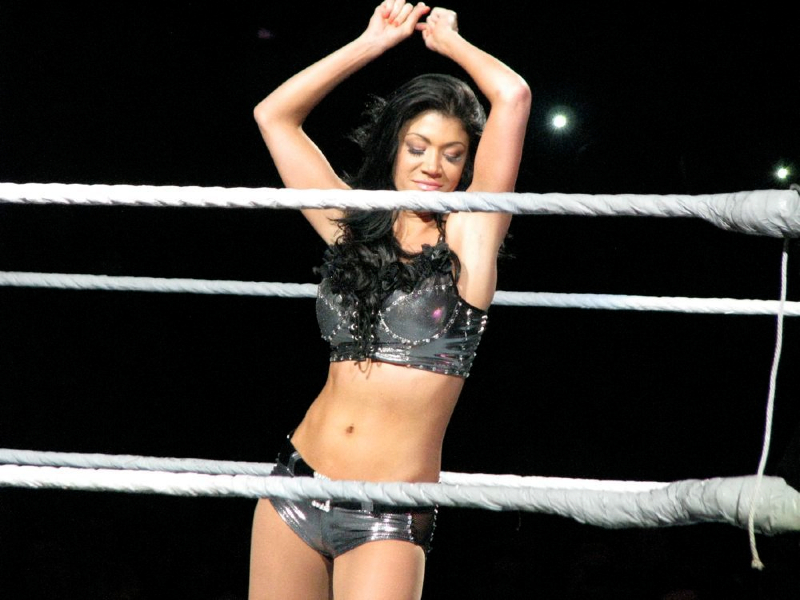
روزا مندز در یک رویداد زنده راو در استرالیا در 2 سپتامبر 2012.

رزا در کانادا بزرگ شد اما از نسل کشور چک و کاستا ریکا است. او آموزش کیک بوسینگ و موی تای هم دیده‌است. دیوای مورد علاقه او تریش استراتوس است. او در سمت راست کمرش یک تتوی چینی دارد. در مصاحبه‌ای در سال ۲۰۰۹ با باتیستا، او بیان کرد که قبلاً با رزا قرار می‌گذاشته‌است. در ۱۸ می ۲۰۱۲، مندز دچار تصادفی با ماشین شد. او در حال حاضر، با جکسون اندروز نامزد است. در ۵ اوت ۲۰۱۲ روکا علیه اندروز به پلیس سن آنتونیو مراجعه کرد. او بیان کرد از اینکه اندورز او را بکشد، ترسیده بوده‌است و بدرفتاری او در حال پیشرفت بوده‌است. پلیس از خراش‌ها و کبودی‌های بدن روکا عکس گرفت. شب بعد او در راء حاضر نشد.

## در کشتی
- فینیشر
  - هل میک اور
- مدیران او
  - بث فینیکس
  - آلیشا فاکس
- اسامی مستعار
  - ماه لاتین
  - زن بسیار جذاب